# Max Papeschi

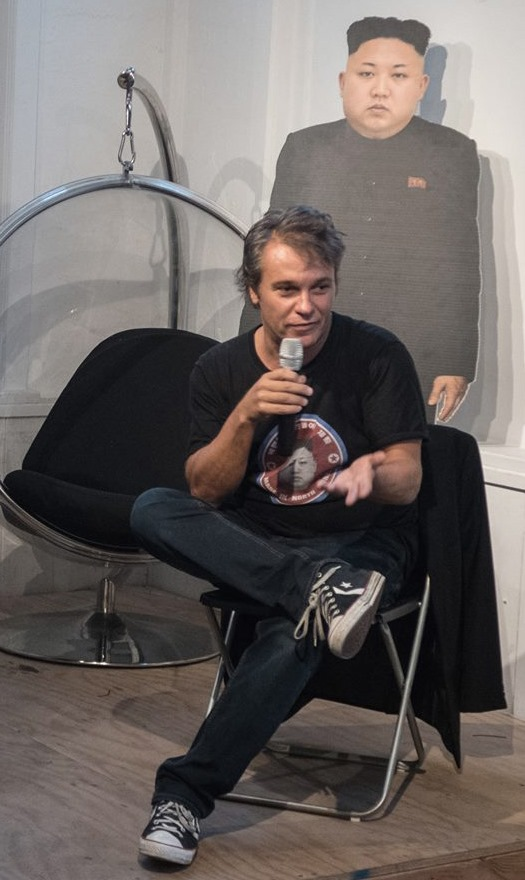
Max Papeschi allo Startup House Club di San Francisco, durante una conferenza per la mostra Welcome to North Korea.

Max Papeschi (Milano, 14 giugno 1970) è un artista e scrittore italiano.

## Biografia
Dopo un passato da autore e regista televisivo e teatrale, Max Papeschi intraprende la carriera d’artista nel 2008 per caso, mentre cerca di pubblicizzare uno spettacolo su MySpace. Una gallerista di Milano nota sul social network alcuni collage-digitali che Papeschi aveva creato per una pièce teatrale, scambiandoli per sue opere d'artista, gli chiede di esporre nella sua galleria. Le mostre ottengono un immediato successo sia di pubblico sia di critica che lo convince a sperimentare appieno l'arte digitale.
Nel 2010 in occasione della sua mostra in Polonia, presso la Abnormals Gallery, viene appesa la gigantografia dell'opera NaziSexyMouse sulla facciata di un palazzo nella città di Poznan, creando un enorme scalpore. L'opera (un'immagine composta dal corpo nudo di una donna con il viso di Mickey Mouse, sdraiata davanti ad una grande svastica) viene strappata due volte e scatena polemiche prima da parte della comunità polacca, poi da parte di gruppi neonazisti che mandano minacce alla galleria. Il clamore mediatico suscitato da questo scandalo lo proietta nel mondo dell'arte contemporanea internazionale.
L'anno successivo (2011) durante la mostra Oops I did it again, presso la Galleria Rinascimento Contemporaneo di Genova, organizza insieme al curatore Igor Zanti un'asta per vendere Giovanna Papeschi, sua madre, nella quale la donna è posta su un piedistallo con tanto di cartellino che ne indica dimensioni e materiale, come una vera e propria opera d'arte.
Nel 2013 l'opera Sold Out di Max Papeschi viene scelta dalla storica dell'arte Pnina Rosenberg per la copertina del suo libro Art and the Holocaust, nel cui capitolo Mickey on stage la storica descrive la poetica dell'artista.
Il 15 aprile 2014 esce nelle librerie la sua autobiografia Vendere Svastiche e Vivere Felici, ovvero: come ottenere un rapido e immeritato successo nel mondo dell'arte contemporanea, edita da Sperling & Kupfer del gruppo Mondadori. La postfazione del libro dal titolo "Topolino mascherato" è scritta da Pnina Rosenberg.
Nello stesso anno la sua mostra Two, organizzata presso la chiesa sconsacrata San Pietro in Atrio di Como, entra nella classifica de Il Giornale dell'arte tra le mostre italiane più visitate dell'anno, posizionandosi al 60º posto.
Il 2015 è l'anno delle collaborazioni con gli Istituti Italiani di Cultura che ospitano due sue mostre: La Société du Spectacle all'Istituto Italiano di Osaka e Fifty Shade of Gold all'Istituto Italiano di San Francisco.
Ad aprile 2016 una serie di cartelloni pubblicitari con il volto di Kim Jong-un affiancato dagli slogan "Follow The Leader!", "The Leader is Coming..." e "Enjoy North Korea!" appare in diversi punti della città di Milano, per annunciare il suo nuovo lavoro Welcome to North Korea, realizzato in collaborazione con Amnesty International. Il progetto viene presentato al pubblico il 22 aprile in piazza Piemonte, con un flashmob organizzato davanti a un vero salterello gonfiabile per bambini, rappresentante un campo di concentramento nord coreano. Il progetto di Max Papeschi è multimediale e comprende installazioni, performance, la mostra The leader is Present, un temporay shop (nel quale vengono messi in vendita i gadget Made in North Korea), un videogioco, due opere di video-arte e un sito internet. L'artista si finge "Ambasciatore del Ministero della propaganda della Repubblica Popolare Democratica di Corea", portando Welcome to North Korea in diverse città del mondo (tra cui Parigi e San Francisco), con l'obbiettivo di svelare gli orrori della dittatura di Kim Jong-un. In occasione della mostra di Torino dice: «La mia mostra vuole sdrammatizzare la figura del dittatore nordcoreano Kim Jong-un, [...], ma allo stesso tempo denunciare la realtà: in Corea del Nord il 5% della popolazione vive in schiavitù».
Sempre nello stesso anno partecipa alla Iran Contemporary Art Biennale, incentrata sulla tematica della pace, con un'opera legata al progetto Welcome to North Korea.
Il 2016 è anche l'anno del video d'arte/videoclip per il singolo It's All DEVO , realizzato insieme al regista Maurizio Temporin, del cantautore statunitense Gerald Casale che parlando della collaborazione con Max Papeschi afferma: «[...] Lavorare con il famigerato artista italiano Max Papeschi è stata una collaborazione entusiasmante, tanto soddisfacente quanto i miei primi giorni DEVO».
Nel 2017 Papeschi collabora al mensile FQ Millennium di Peter Gomez, creando la copertina del secondo numero della rivista e rilasciando per la stessa una lunga intervista.
A settembre 2017 la sua opera Wall Street viene inserita nella 20º edizione di OPEN - Esposizione Internazionale di Sculture ed Installazioni ed esposta presso il Molino Stucky di Venezia.
In ottobre l'artista prende parte anche alla Biennale di Karachi con il video d'arte/videoclip It's All DEVO.
Nel 2018 inaugura Palermo 2018 Capitale Italiana della Cultura con la mostra The Best is Yet to Come presso Palazzo Steri. Nell'ottobre dello stesso anno esce il suo nuovo libro Max vs Max, edito da Giunti, in collaborazione con lo scrittore Massimiliano Parente e con testo introduttivo del critico Gianluca Marziani.
A gennaio 2019 Papeschi inaugura la mostra Pyongyang Rhapsody, in collaborazione con l’artista Max Ferrigno, presso lo ZAC - Cantieri Culturali alla Zisa di Palermo.
A maggio la sua mostra Novecento/900 viene ospitata presso l'Historical Museum of Bosnia and Herzegovina.
A luglio 2020 Papeschi ha inaugurato la mostra Hic Sunt Leones presso il WEGIL di Roma, in collaborazione con Fondazione Maimeri e Regione Lazio, curata da Gianluca Marziani. Per l’occasione Papeschi ha ideato un’installazione site specific.
Da maggio 2022 collabora con il mensile FQ Millennium.
A gennaio 2023 inaugura la mostra Extinction - Chapter One presso Palazzo delle Stelline a Milano, primo capitolo di un progetto itinerante che pone sotto i riflettori i peggiori difetti degli esseri umani, attraverso un racconto in cui s'immagina un'umanità ormai estinta riscoperta dagli alieni.
Vive e lavora a Milano.

## Temi
L'arte di Papeschi rivela le conseguenze storico culturali più estreme del comunismo, del fascismo, del nazismo e del consumismo, attraverso l'accostamento di immagini patinate e simboli del male. Spesso nelle sue opere utilizza immagini iconiche, per creare figure ibride mostruose che rappresentano gli orrori di una società schiava del consumismo. L'utilizzo di immagini d’archivio, pubblicitarie e di propaganda, mostrano il profondo coinvolgimento dell'artista «che sfrutta il fascino all’apparenza "semplice" di tali immagini [...] per renderci consapevoli del pericolo di un lavaggio totalitario del cervello.». Attraverso la tecnica della digital-art Papeschi fa entrare il pubblico in scenari allegorici popolati da figure appartenenti al mondo dell'infanzia che nascondono, però, nuovi messaggi subliminali. Infatti Mickey Mouse indossa la divisa nazista in NaziFuckingMouse e Hello Kitty è sotto arresto in Hell-O-Kitty, perché fanno parte di un «incubo collettivo» nel quale Max Papeschi ci spinge per obbligarci a riflettere.
Nel caso delle serie From Hiroshima with Love e La Société du Spectacle Papeschi s'ispira alla letteratura di George Orwell, per la prima, e di Guy Debord, per la seconda. In From Hiroshima with Love tratta la tematica del controllo della storia, modificando, con la sostituzione di un particolare importante, alcune delle più importanti foto della storia del novecento, come nel caso dell'opera The Folling Frog in cui la testa del miliziano spagnolo nella foto di Robert Capa è sostituita dalla testa di Kermit la Rana. In La Société du Spectacle si occupa della distorsione della percezione, provocata dalla sovrapposizione tra realtà e finzione generata dalla televisione. L'immaginario di Papeschi sfrutta infatti la mescolanza di opposti per raccontare la sua generazione, cresciuta con la televisione, in cui il vero e il falso si mischiano inevitabilmente. Così ad esempio l'ex Presidente Obama diventa un supereroe in Captan Barak, mentre Mussolini si trasforma in una showgirl con il corpo di Madonna in Who's that fascist.
Il suo intento artistico non è quello di cercare una provocazione fine a se stessa con una singola opera, ma, al contrario, è quello di raccontare una storia attraverso una serie di opere. A tal proposito afferma: «Dopo Duchamp che mette un orinatoio in una galleria d'arte [...] c'è poco da provocare. Bisogna saper raccontare una storia [...]. Ogni serie è un film, ogni opera è un'inquadratura.».
La sua arte è ironica e dissacrante e non rientra nel dominio dell'arte POP, i riferimenti alla cultura POP servono a Papeschi nella «comunicazione visuale», per creare nuovi simboli che trascendono la semplice rielaborazione creativa, per parlare di « tragedie epocali, grandi dittatori, follie collettive, drammi insanabili, derive del capitalismo.».